# Rhagidiidae
Famille
Les Rhagidiidae sont une famille d'acariens.

## Liste des genres
- Arctorhagidia Zacharda, 1980
- Arhagidia Lindquist & Zacharda, 1987
- Brevipalpia Zacharda, 1980
- Coccorhagidia Thor, 1934
- Crassocheles Zacharda, 1980
- Elliotta Zacharda, 1980
- Eskimaia Zacharda, 1980
- Evadorhagidia Zacharda, 1980
- Flabellorhagidia Elliott, 1976
- Foveacheles Zacharda, 1980
  - Foveacheles (Achaetorhagidia) Zacharda, 1994
  - Foveacheles (Foveacheles) Zacharda, 1980
  - Foveacheles (Hirschmannetta) Zacharda, 1980
  - Foveacheles (Mediostella) Zacharda, 1980
  - Foveacheles (Propriorhagidia) Zacharda, 1980
  - Foveacheles (Proxistella) Zacharda, 1980
  - Foveacheles (Spelaeocheles) Zacharda, 1988
  - Foveacheles (Ternirhagidia) Zacharda, 1980
  - Foveacheles (Trofocheles) Zacharda, 1982
  - Foveacheles (Usitorhagidia) Zacharda, 1980
- Hammenia Zacharda, 1980
- Janes Jesionowska, 2002
- Kouchibouguacia Zacharda, 1986
- Latoempodia Zacharda, 1980
- Lindquistula Zacharda, 1986
- Neothoria Abou-Awad & El-Bagoury, 1986
- Parallelorhagidia Zacharda, 1980
- Poecilophysis Cambridge, 1876
  - Poecilophysis (Dentocheles) Zacharda, 1980
  - Poecilophysis (Poecilophysis) Cambridge, 1876
  - Poecilophysis (Procerocheles) Zacharda, 1980
  - Poecilophysis (Soprocheles) Zacharda, 1980
  - Poecilophysis (Wankelia) Zacharda, 1980
- Rhagidia Thorell, 1871
  - Rhagidia (Austrorhagidia) Zacharda, 1980
  - Rhagidia (Deharvengiella) Zacharda, 1987
  - Rhagidia (Dongnaia) Zacharda, 1994:49
  - Rhagidia (Noerneria) Canestrini, 1886
  - Rhagidia (Rhagidia) Thorell, 1871
- Robustocheles Zacharda, 1980
  - Robustocheles (Amoveocheles) Zacharda, 1980
  - Robustocheles (Lewia) Zacharda, 1980
  - Robustocheles (Mexia) Zacharda, 1997
  - Robustocheles (Robustocheles) Zacharda, 1980
- Shibaia Zacharda, 1980
- Thoria Zacharda, 1980
- Traegaardhia Zacharda, 1980
- Troglocheles Zacharda, 1980
- Tuberostoma Zacharda, 1980
- Zachardaia Özdikmen, 2008 nouveau nom de Krantzia Zacharda, 1983 préoccupé par Barnard, 1932 (Crustacea)
- †Zachardia Judson & Wunderlich 2003

## Référence
- Oudemans, 1922 : Acarologische Aanteekeningen LXVII. Entomologische Berichten, vol. 6, p. 81-84.